# サブサーフェス・スキャタリング

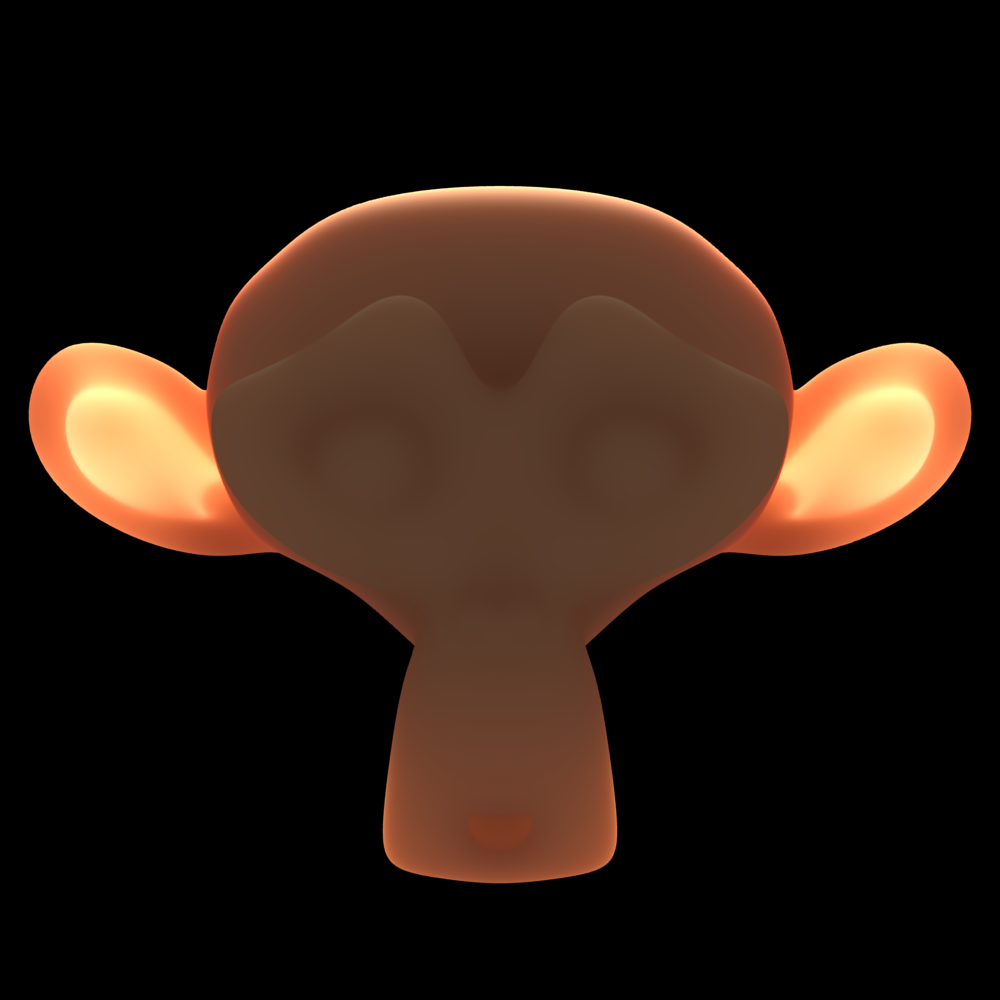
Blenderによる、サブサーフェス・スキャタリングの例

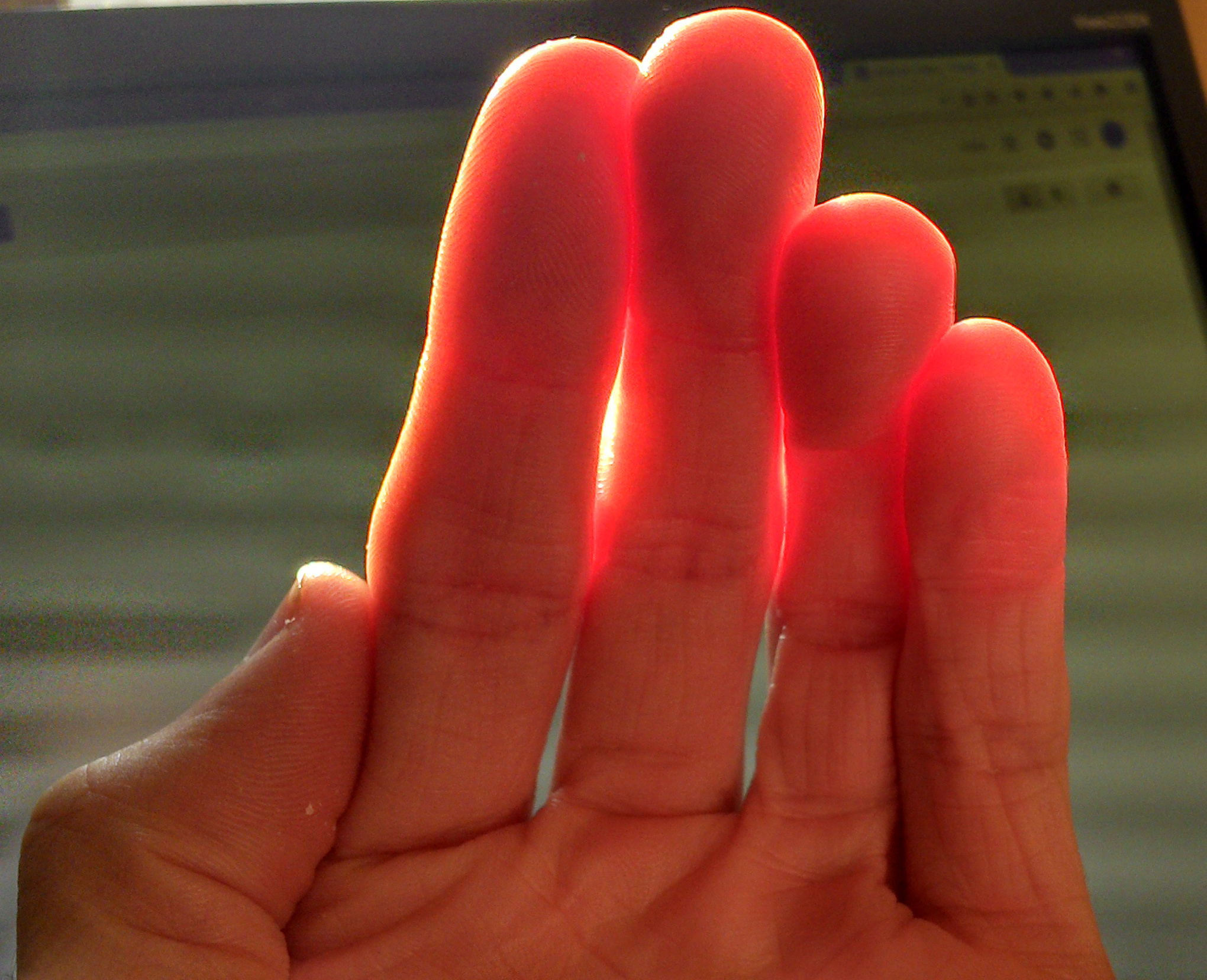
人間の肌におけるサブサーフェス・スキャタリングの例（写真）

サブサーフェス・スキャタリング（Subsurface Scattering）は、光が半透明な物体の表面を透過し、内部で散乱した後に表面から出て行くメカニズムのこと。表面下散乱という訳語で呼ばれる事もある。フォトリアルな3DCGの質感を生成する技術のひとつである。SSSと略される。
たとえば、人間の肌の質感などがよい例である。人間の肌の表面は実は半透明であり、光は完全には反射されず、一度肌の内部に入り、内部において何度も何度も反射と散乱を繰り返した後に、外に出る。そこで出てきた光を見て、人間は色を感じている。
1990年代までは、光の透過と散乱というこのメカニズムを3DCGでは再現できず、リアルな表現が困難であった。2000年代に入った頃から、このサブサーフェス・スキャタリングという一種のシミュレーション技術が一般的に実用化され、現在では好んで使用されている。
サブサーフェス・スキャタリングが用いられる代表的な材質には、肌以外に大理石、牛乳などがある。いずれも、光を透過する質感を持つものである。
映画『ハリー・ポッターと秘密の部屋』（2002年）に登場するCGキャラクター・ドビーや、『スター・ウォーズ エピソード2/クローンの攻撃』（2002年）、『スター・ウォーズ エピソード3/シスの復讐』（2005年）でCGとして登場したキャラクター・ヨーダ、『ロード・オブ・ザ・リング/二つの塔』（2002年）、『ロード・オブ・ザ・リング/王の帰還』（2003年）に登場するゴラムなどの肌には、このサブサーフェス・スキャタリングの技術が用いられている。
コンピュータグラフィクス以外の彫刻やアニマトロニクス等の分野でも、この性質は利用されている。